# José Iturbi
José Iturbi (Valencia, 28 novembre 1895 – Los Angeles, 28 giugno 1980) è stato un pianista, clavicembalista e direttore d'orchestra spagnolo. È apparso in diversi film di Hollywood degli anni '40, in particolare interpretando se stesso nei musical, La parata delle stelle (1943), Marisa (1944), Due marinai e una ragazza (Canta che ti passa) (1945), Il bacio di mezzanotte (1949), e Mamma non ti sposare (1948), il suo unico ruolo da protagonista.

## Biografia
Nato a Valencia, in Spagna, Iturbi dimostrò un talento per la musica classica già in tenera età. Da giovane iniziò gli studi musicali nella natia Valencia. In seguito si trasferì a Parigi per proseguire gli studi con Victor Staub al Conservatorio di Parigi con una borsa di studio della Diputació de Valencia. In quel periodo intraprese anche studi di tecnica e interpretazione della tastiera con la clavicembalista Wanda Landowska. I suoi concerti in tutto il mondo, a partire dal 1912, ebbero molto successo. Fece il suo debutto americano a New York nel 1929.
Tra il 1911 e il 1937 accompagnava anche di frequente il violinista spagnolo Manuel Quiroga nelle sue tournée internazionali. L'8 giugno 1937 aveva appena salutato Quiroga dopo un concerto a New York, quando il violinista fu investito da un camion a Times Square, cosa che portò alla fine prematura della sua carriera.
Iturbi fece la sua prima apparizione come direttore d'orchestra a Città del Messico nel 1933 quando fu presentato dall'impresario Ernesto de Quesada di Conciertos Daniel. Nell'aprile del 1936 Iturbi fu ferito nello schianto e nell'affondamento del clipper portoricano della Pan American a Port of Spain. Dopo l'incidente disse che non sarebbe stato in grado di suonare "per un po' di tempo" e "Potrei non essere in grado di dirigere di nuovo". Nello stesso anno fu nominato direttore della Rochester Philharmonic Orchestra fino al 1944. Diresse per molti anni l'Orchestra di Valencia. Spesso appariva in concerto con sua sorella, Amparo, anch'ella una famosa pianista. 
Iturbi è stato anche un famoso clavicembalista e ha realizzato numerosi film didattici di breve durata utilizzando il clavicembalo in metallo a pedali Pleyel et Cie risalente agli inizi del XX secolo, reso famoso da Wanda Landowska.
«Sento che la musica classica dovrebbe essere una parte più riconoscibile dell'intrattenimento di tutti. La mia speranza è che attraverso concerti live, film, registrazioni, concorsi internazionali e interessanti forum pubblici, un gruppo più numeroso di persone imparerà ad amare la musica classica e ad assistere a spettacoli di concerti dal vivo.»
José Iturbi, 1950
È apparso come attore-interprete in diversi film musicali degli anni '40, a partire da La parata delle stelle del 1943 per la MGM e di nuovo in Mamma non ti sposare nel 1948, interpretando di nuovo se stesso e recitando insieme a Jeanette MacDonald. Di solito appariva come se stesso in questi film. In seguito fu protagonista di Due marinai e una ragazza (Canta che ti passa) della MGM, con Gene Kelly e Frank Sinatra, oltre che in molti altri film della MGM. Nel film biografico su Frédéric Chopin, L'eterna armonia, il ruolo di Iturbi fu utilizzato nella colonna sonora in scene in cui Cornel Wilde, come Chopin, suonava il piano.

## Vita privata
Iturbi sposò María Giner de los Santos nel 1916 che morì nel 1928. Avevano una figlia, María. La figlia di Iturbi sposò Stephan Hero, un violinista concertista americano che era stato uno dei protetti di suo padre, nel 1936. Ebbero due figlie, Maria Antonia e Maria Teresa, prima di separarsi nel 1939. María Hero aveva ottenuto la custodia legale dei figli nel suo divorzio del 1941; il suo ex marito li aveva in affidamento per tre mesi ogni anno. Nel 1943 Iturbi portò sua figlia in tribunale per la custodia delle ragazze, definendola inadatta, secondo il New York Times. All'età di 28 anni, nel 1946, la figlia di Iturbi si suicidò. Hero fuggì con le sue figlie mentre Iturbi era in tournée europea nel 1947. Dopo una battaglia in tribunale di diversi mesi, Iturbi e il suo ex genero alla fine risolsero le loro divergenze e le ragazze rimasero con il loro padre.
Compagna di Iturbi per molti anni fu Marion Seabury, la sua segretaria, che sopravvisse e fondò la Fondazione José Iturbi dopo la sua morte.

## Morte
José Iturbi continuò le sue esibizioni pubbliche negli anni ottanta. Alla fine gli fu ordinato dai suoi medici di prendersi un anno sabbatico nel marzo 1980. Morì il 28 giugno 1980, cinque giorni dopo essere stato ricoverato all'ospedale Cedars-Sinai per problemi cardiaci. Aveva 84 anni.

## Eredità
Due concorsi musicali furono istituiti in onore di Iturbi:
- Il Concorso Internazionale Pianistico di Valencia Premio Iturbi iniziato nel 1981; è spesso noto come Concorso pianistico internazionale José Iturbi
- Il Concorso Musicale Internazionale José Iturbi è iniziato nel 2007 e premia pianisti e cantanti lirici. La Philharmonic Concert Hall di Valencia prende il nome da Jose Iturbi.

## Nella cultura di massa
Iturbi è menzionato nel bestseller Portnoy's Complaint di Philip Roth, dove le donne del quartiere di Portnoy chiamano un giovane pianista di talento "José Iturbi the Second". Il pianista si uccide a causa della madre opprimente e diventa così un memento per il protagonista, che anch'egli ha anche a che fare con una madre dominante.
Cormac McCarthy onorò Iturbi con un momento di umorismo colloquiale in Suttree, il suo romanzo semi-autobiografico pubblicato nel 1979. Conversando con la zia Martha sul tema dei cani, una volta di proprietà tra lui e i suoi antenati, proclamò: "Ne avevamo uno chiamato Jose Iturbi perché era il cane più piscione."
Un episodio della sitcom radiofonica degli anni '40 Amos 'n' Andy vedeva Iturbi ricevere inaspettatamente una lezione di pianoforte da Andy Brown (che aveva ricevuto un certificato da una scuola per corrispondenza) e George "Kingfish" Stevens.